# Erica insolitanthera
Erica insolitanthera är en ljungväxtart som beskrevs av H.A. Bak. Erica insolitanthera ingår i släktet klockljungssläktet, och familjen ljungväxter. Inga underarter finns listade i Catalogue of Life.

## Bildgalleri

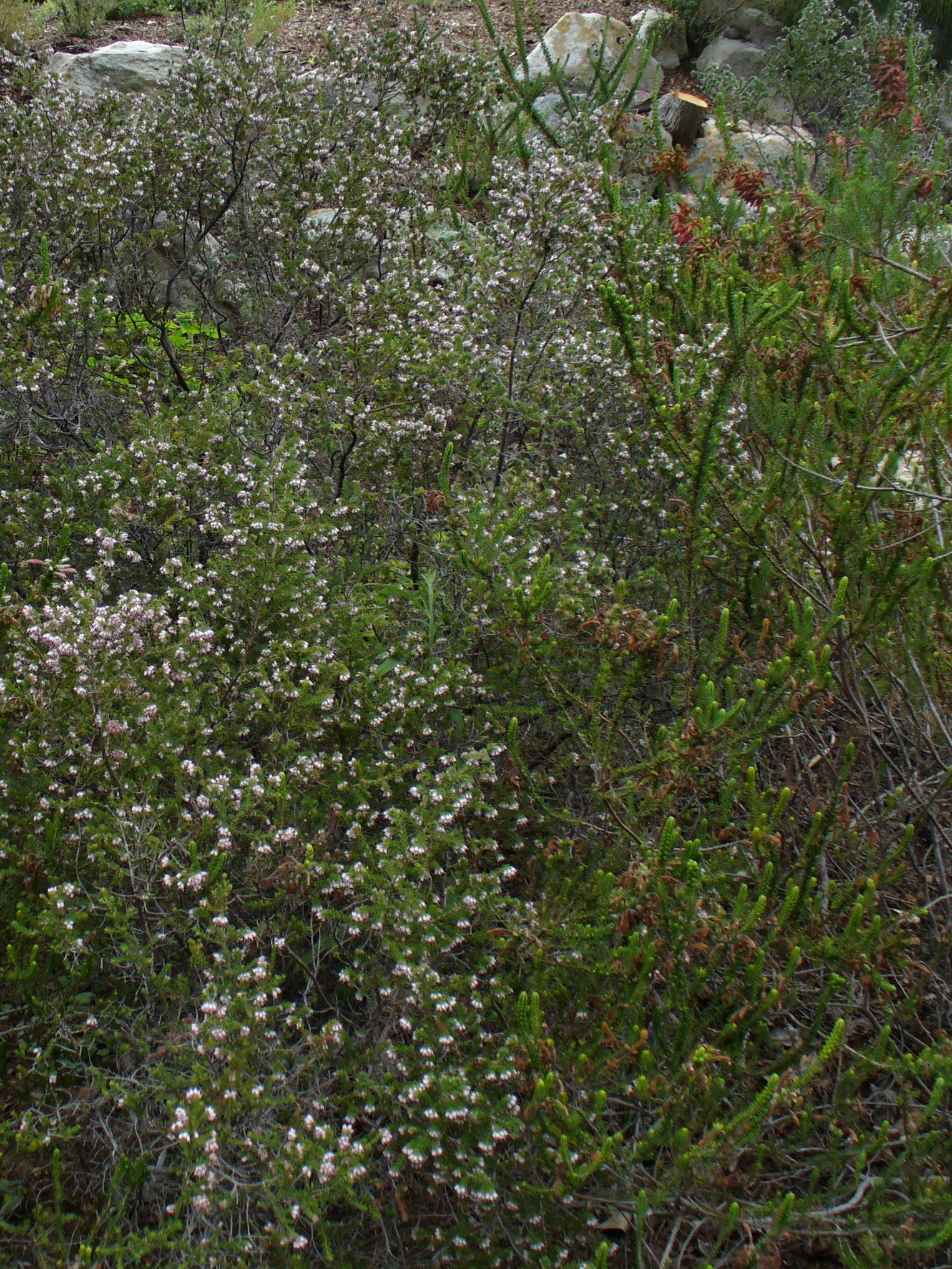
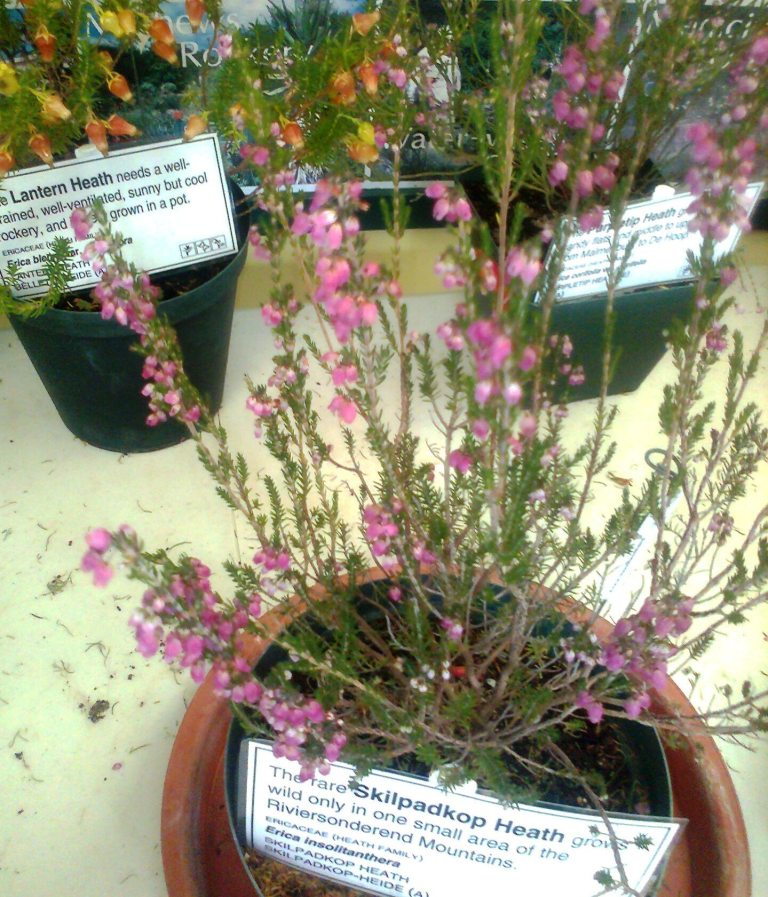